# Црква Светог Харалампија у Бранковцима
Црква Светог Харалампија у Бранковцима једна је од 37 цркава Епархије врањске, која организационо припада Архијерејском намесништву босилеградском, а територијално и административно општини Босилеград са 25 села, и Пчињском округу.

## Положај
Црква се налази у селу Бранковци, претежно настањеном Бугарима (према попису из 2002. године), југоисточно од Босилеграда у долини Бистарске реке, на благо уздигнутом и оцедном терену. Удаљена је од Београда 400 km, Ниша 170 km и Софије 132 km.
Микролакација цркве:
- Северна географска ширина: 42° 24' 50,45”
- Источна географска дужина: 22° 29' 10,46”
- Надморска висина црквене порте: 731 m.

## Историјат
Црква је саграђена у 19 веку када и већина православних цркава у Босилеградским селима. Не постоји писмени траг о њеном настанку, али према датуму уклесаном на северној фасади, испод кровног венца, црква је највероватније изграђена 1872. године. По причи мештана, некада се у близини цркве налазило гробље на месту где данас пролази сеоски пут.

## Архитектура
Црква је једнобродна грађевина са припратом на западу и апсидом на истоку. Кровна конструкција која је обновљена 2002. године је на две воде и препокривена је црепом. Главни улаз у црквену порту је са источне стране, а спопредни са северни од кога ка цркви води степениште.
Црква поседује свечани престо и иконостас са 33 иконе, које су највероватније дело зоографа. Црквена припрата је живописана изнад улазних врата. Светлост у цркву улази са западне стране изнад двокрилних улазних врата и широке светле отворе, а са бочних и задње стране кроз прозореске отворе правоугаоног облика.
Звонара која је дрвене конструкције посебан је објекат, са кровним покривачем од црепа на четири воде. На звону се налази урезана 1895. година.

## Галерија
- Поглед на цркву и звонару
- Детаљ
- Прочеље цркве